# Эттвуд, Томас (композитор)
То́мас Э́ттвуд (англ. Thomas Attwood; 1765, Лондон — 1838, Лондон) — английский композитор, дирижёр и органист, один из основателей неоготического направления в музыкальном искусстве Нового времени.

## Биография
Томас Эттвуд родился 23 ноября 1765 года в столице Британской империи городе Лондоне в семье угольщика.
В семилетнем возрасте Эттвуд поступил в хор королевской капеллы, где прилежно обучался музыке под руководством Нареса и Эртона.
Спустя пять лет послан для дальнейшего обучения в итальянский город Неаполь на средства принца Уэльского, которому понравилось его пение, где его наставниками были Филиппо Чинкве и Латилла.
Затем Томас Эттвуд переехал в столицу Австрии город Вену, где, стал одним из любимых учеников Вольфганга Амадея Моцарта. В 1786 году, когда Аттвуд возвратился в Англию, он занял должность придворного капельмейстера, также органиста в Соборе Святого Павла. Также он получил назначение на должность музыкального педагога герцогини Йоркской, и потом принцессы Уэльской. Для коронации Георга IV им был сочинён гимн.
Из опер Томаса Эттвуда наиболее известны: «Пленник», «Контрабандисты», «Устья Нила», «День в Риме», «Волшебный дуб» и мн. др.; написал много сонат и этюдов для фортепьяно, а также несколько пьес духовной музыки.
Томас Эттвуд скончался в своём доме в Челси 24 марта 1838 года.
В конце XIX - начале XX века на страницах «Энциклопедического словаря Брокгауза и Ефрона» были написаны следующие слова: «Музыка А. отличается выработанностью и не лишена истинного дарования».